# Cephalotes umbraculatus
Cephalotes umbraculatus är en myrart som först beskrevs av Fabricius 1804.  Cephalotes umbraculatus ingår i släktet Cephalotes och familjen myror. Inga underarter finns listade.